# Храм Воскресения Христова на бывшем Семёновском кладбище
Храм Воскресения Христова на Семёновском кладбище — православный храм в районе Соколиная Гора города Москвы. Относится к Воскресенскому благочинию Московской епархии, является Патриаршим подворьем (подворье Среднеазиатского митрополичьего округа).
Главный престол освящён в честь Воскресения Христова, приделы — в честь иконы Божией Матери «Всех скорбящих Радость» (северный), в честь святого князя Владимира (южный), в честь святителя Николая (на хорах).

## История

### История района
Соколиная гора — старый район Москвы, история которого насчитывает более 300 лет. Здесь находился двор Алексея Михайловича, где обучали царской охоте соколов и кречетов. Однако местность чаще всего именовалась «Семёновское» — во времена Петра I, здесь появилась Семёновская солдатская слобода. В конце XVIII — начале XIX веков владения военных вытеснили дворы купцов и мещан, начали появляться первые кирпичные заводы, ткацкие фабрики и скотобойни.
В районе было своё кладбище. Скорее всего, оно являлось ровесником Семёновского села. Семёновское кладбище было единственным «нечумным» в кольце кладбищ за Камер-Коллежским валом. Возможно, самыми ранними из известных упокоенных здесь были родители Александра Меншикова, ближайшего соратника Петра I. При том, что здесь имелось несколько могил довольно известных и высокопоставленных людей, Семёновское кладбище никогда не считалось престижным местом упокоения. В 1916 году историк А. Т. Саладин так писал о нём: «Памятники Семёновского кладбища более чем просты, почти бедны, надписи на них не будят никаких воспоминаний».

### Строительство храма
В 1855 году у Семёновской заставы был построен храм Воскресения Христова. Большую часть средств на строительство пожертвовал купец М. Н. Мушников.
Освящение храма было совершено 17 июля 1855 года святителем Филаретом, митрополитом Московским.
Здание представляет собой двусветный четверик с одной главой и с невысокой шатровой колокольней. Необычным в храме является то, что колокольня не вынесена за пределы собственно храма как самостоятельный архитектурный объём, а расположена с запада над самим же четвериком и напоминает скорее вторую, асимметричную главу, нежели колокольню.
Первый настоятель храма, протоиерей Александр Сергиевский (1802—1877), был похоронен в 1877 году. Здесь был погребён и его сын, протопресвитер Успенского собора в Кремле, заслуженный профессор богословия Московского университета Николай Сергиевский.
Следующим за отцом Александром Сергиевским настоятелем храма был отец Константин Остроумов (1827—1899). Этот священник прославился как основатель первого в Москве общества трезвости.
В 1899 году настоятелем храма стал русский православный богослов, публицист, церковный историк Сергей Дмитриевич Муретов. В 1917 году Сергей Дмитриевич Муретов упоминается как настоятель храма. В этом же храме служил его сын — протоиерей Сергей Сергеевич Муретов, он жил в одном доме с отцом, по адресу Большая Семёновская улица, дом 60.
К концу XIX века население Соколиной Горы значительно увеличилось. В 1905 году жители Благуши (соседний район) ходатайствовали перед Владимиром, митрополитом Московским, о назначении ко храму Воскресения Христова на Семёновском кладбище особого причта, который мог бы окормлять благушинских прихожан. Ознакомившись с ситуацией в этом районе, митрополит Владимир принял решение о строительстве ещё одного храма. 29 июня 1911 года храм Димитрия Солунского на Благуше был освящён.

### Советский период
В 1932—1935 годах с храме служил священник Павел Ансимов (канонизирован Русской православной церковью как священномученик в 2005 году).
В 1929 году храм был закрыт, где до 1941 года функционировала контора Семёновского кладбища, а затем ремонтно-механический комбинат. Здание неоднократно перестраивалось. Купол и колокольню разобрали. Поскольку храм был двусветный, это позволяло новым его владельцам устроить второй этаж. Постановлением президиума Моссовета в 1935 году Семёновское кладбище было закрыто для захоронений. Ликвидация кладбища велась поэтапно. В 1936—1937 годах ликвидирован военный некрополь в южной части кладбища. В 1938—1941 годах в ходе расширения территории завода «Салют» и образования Семёновского проезда снесены надгробья центральной части кладбища. В 1966 году на месте могил в северной части кладбища, где находится храм, был разбит сквер.

### Современное состояние
В 1993 году здание храма возвращено Русской православной церкви. С 1998 года в нём проводятся богослужения.
26 февраля 2017 года, в Неделю сыропустную патриарх Кирилл совершил чин великого освящения возрождённого храма Воскресения Христова и Божественную литургию в новоосвящённом храме. Великим чином были освящены два престола: главный ― в честь Воскресения Христова, южный ― в честь святого равноапостольного князя Владимира. Богослужение транслировалось в прямом эфире на телеканале «Союз». «Это один из известных храмов города Москвы, — отметил патриарх. — Он был построен здесь, на Семёновском кладбище, одном из самых известных кладбищ города Москвы. Но в послереволюционные годы кладбище варварски, безумно было уничтожено. На территории кладбища построен завод, какие-то учреждения, а в 1960-е годы, в разгар хрущёвских гонений, бульдозером были снесены оставшиеся могилы. Иногда мы спрашиваем: а за что нам всё то плохое, что иногда случается в нашей жизни, и не просто в личной жизни, но и в жизни страны? И возникает вопрос: а кто наказан за это преступление — уничтожение гробниц наших предков? И если те безумные люди, одержимые идеологией и безбожием, ничего не понимали, то мы-то с вами понимаем, и для нас это должно быть очень важным уроком того, как нельзя преступать черту Божественного закона. Мы не можем восстановить этих могил, но мы можем молиться о тех людях, которые здесь похоронены и имена которых знает только Господь. Вот и сегодня мы совершили здесь такое поминовение во время Божественной литургии. Я просил бы, чтобы такое поминовение совершалось каждый день, потому что нужно замаливать грехи наших предков и молиться об усопших, которые лежат на этом Семеновском кладбище».
Предстоятель Русской церкви благословил называть храм Воскресения Христова на Семёновском кладбище без использования слово «бывшее»: «Не бывает бывших кладбищ… Здесь люди в земле лежат. … И пусть само название помогает нам осознать весь трагизм той истории, которая на этом месте совершилась. Вычеркните из названий слово „бывшее“». В дар новоосвящённому храму патриарх передал список Владимирской иконы Божией Матери.
При храме действуют воскресная школа для детей и взрослых, проводятся катехизические беседы, осуществляют свою деятельность православный кризисный центр (центр кризисной психологии), где оказывается психологическая помощь детям и взрослым, переживающим горе в связи с потерей близких, кризис семейных отношений, потерю смысла жизни и др. При храме функционирует молодёжный центр во имя святой великомученицы Екатерины, в рамках которого проводятся совместные паломнические поездки и празднования, встречи с психологами, ставшие традиционными встречи с настоятелем, архимандритом Августином (Пидановым). Приход храма ведёт социальную деятельность.
Богослужения в храме совершаются ежедневно. Регулярно служатся молебны о здравии и панихиды по усопшему о упокоении. По благословению настоятеля отца Августина возрождена древняя благочестивая традиция, пришедшая от апостольских времён — пение Божественной литургии всем народом (общим хором прихожан).

#### Святыни современного храма
- Икона блаженного Августина, епископа Иппонийского с частицей святых мощей (написана с мозаичного образа XIV века, находящегося в соборе города Чефалу на острове Сицилия (Италия);
- Икона блаженной Матроны Московской с частицей мощей;
- Икона святых благоверных князей Петра и Февронии Муромских чудотворцев с частицей мощей.

### Настоятели храма
- Протоиерей Александр Сергиевский (1855—1877);
- Протоиерей Константин Остроумов (1877—1899);
- Протоиерей Сергей Муретов (1899—1918);
- Архимандрит Августин (Пиданов) (1993—н.в.).

## Духовенство
- Настоятель храма — архимандрит Августин (Пиданов)
- Протоиерей Андрей Голованов
- Протоиерей Сергей Богомолов
- Иерей Андрей Никитин
- Диакон Александр Фролов[5]

## Известные люди, захоронения которых находятся внутри храма
- Виноградов, Иоанн Григорьевич (1826—1901) — заслуженный московский протоиерей, миссионер, настоятель храма Преподобного Сергия Радонежского в Рогожской слободе.

## Фотографии

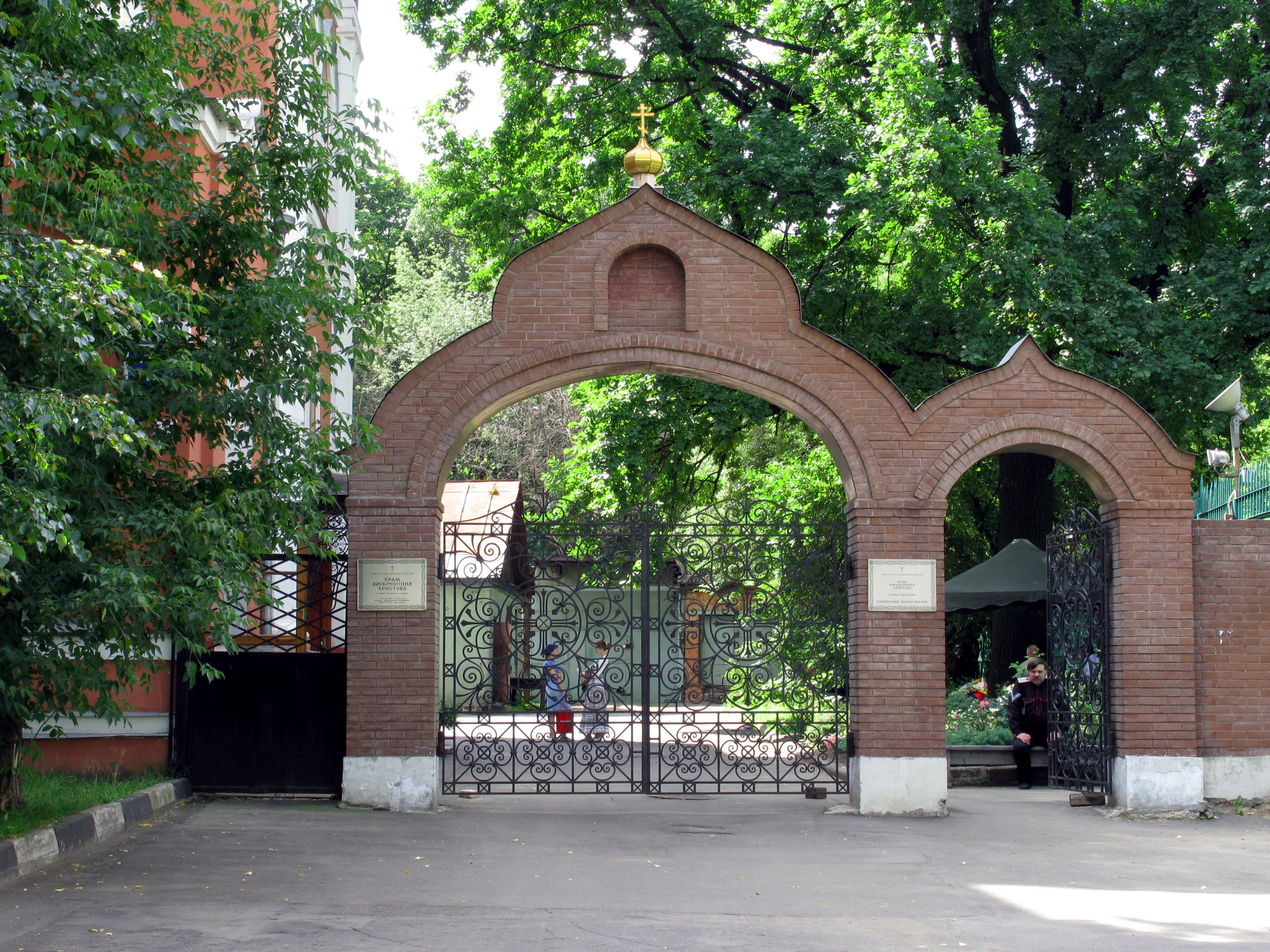
Храм Воскресения Христова
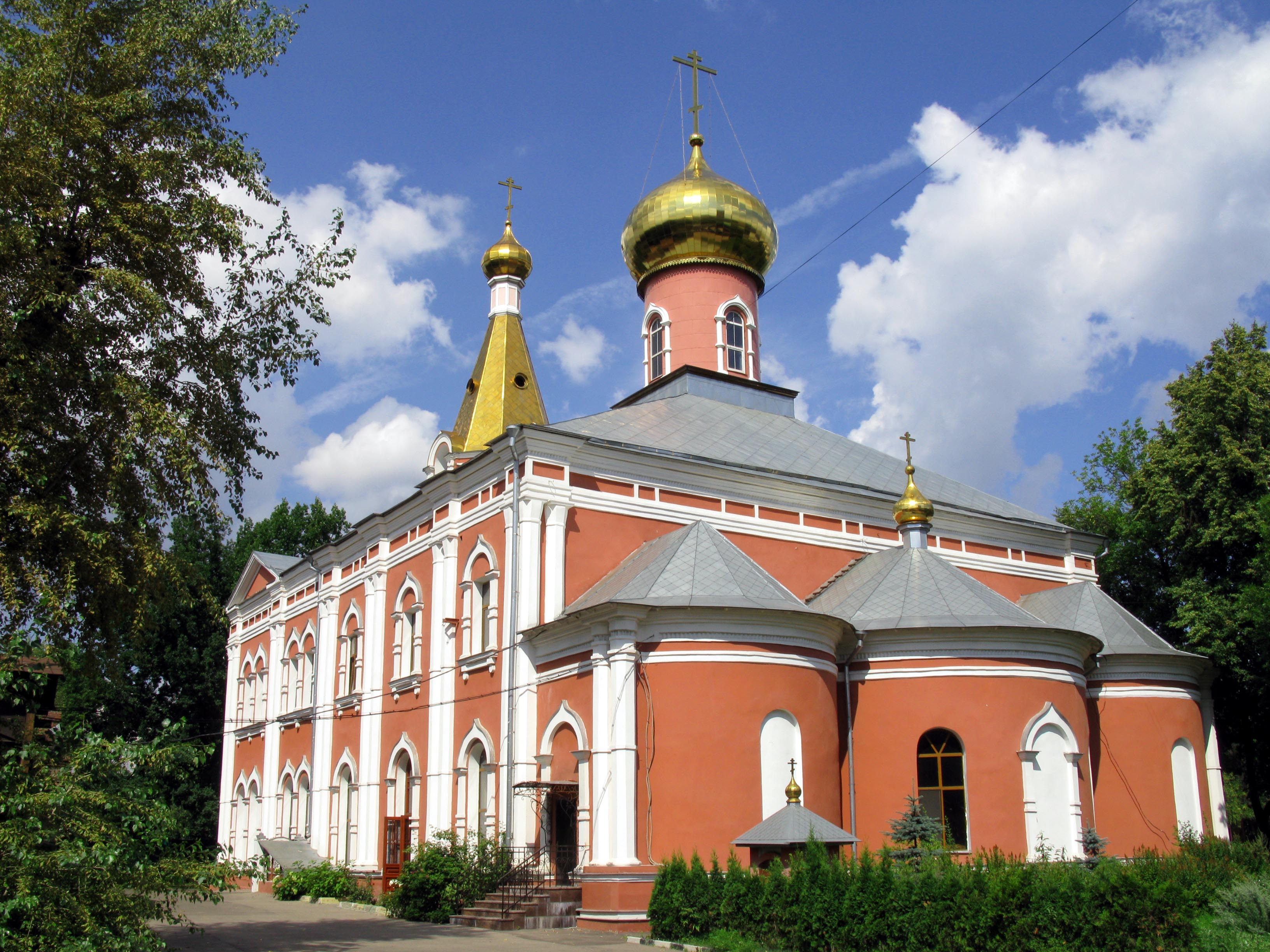
Храм Воскресения Христова